# Шардени
Шардени (фр. Chardeny) насеље је и општина у североисточној Француској у региону Шампањ-Арден, у департману Ардени која припада префектури Вузје.
По подацима из 2011. године у општини је живело 42 становника, а густина насељености је износила 8,37 становника/km². Општина се простире на површини од 5,02 km². Налази се на средњој надморској висини од метара.

## Демографија
| 1962. | 1968. | 1975. | 1982. | 1990. | 1999. | 2011. |
| ----- | ----- | ----- | ----- | ----- | ----- | ----- |
| 38    | 40    | 36    | 38    | 40    | 42    | 42    |

График промене броја становника у току последњих година